# 舍农索站
舍农索站是法国的一个铁路车站，位于法国安德尔-卢瓦尔省市镇舍农索境内。

## 位置
舍农索站位于舍农索市区的南部，舍农索城堡北侧出口处的铁路平交道口两侧，维耶尔宗－圣皮耶尔代科尔铁路280.667公里处。车站大致呈东西走向，是一个开放式的铁路乘降所。

## 设施
舍农索站是一个无人看守的铁路乘降所，站内设有一台自动售票机，可出售当日有效的TER列车车票。

## 站台设置
舍农索站为一个错式的铁路车站，上行方向站台位于下行方向的东侧大约100米。

### 上行方向
| 北↑ |      |               |
|     | 侧式 |               |
|     |      | 维耶尔宗方向→ |
|     |      | ←图尔方向     |
| 南↓ |      |               |

### 下行方向
| 北↑ |      |               |
|     |      | 维耶尔宗方向→ |
|     |      | ←图尔方向     |
|     | 侧式 |               |
| 南↓ |      |               |

## 停靠线路
以下列车线路在舍农索站停靠：
| File:Sncf-logo.svg 舍农索站列车线路表 |                         |              |                |              |
| 线路                                  | 车种                    | 上一站       | 下一站         | 大致运行频率 |
| 讷韦尔/布尔日/维耶尔宗—图尔           | TER Centre-Val-de-Loire | 蒙特里沙尔   | 布莱雷拉克鲁瓦 | 每天8趟左右  |
| 维耶尔宗/圣艾尼昂-努瓦耶—图尔         | TER Centre-Val-de-Loire | 图兰地区希塞 | 布莱雷拉克鲁瓦 | 每天4趟左右  |
| 1.                                    |                         |              |                |              |

## 配套交通

### 长途客车
| 停靠舍农索站的大巴车 |                                   |                                                                    |
| 上下车地点           | 运营单位                          | 主要线路及目的地                                                   |
| 舍农索站门口         | 中央-卢瓦尔河谷 大区城际客运 Rémi | C 蒙特里沙尔 · 昂布瓦斯 · 卢瓦尔河畔蒙路易 · 图尔                  |
| 舍农索站门口         | Car TER                           | （当铁路线施工或罢工时，SNCF可能会提供途径该线路沿途站点的大巴车） |
| 1. 2. 3.             |                                   |                                                                    |

### 城市公共交通
舍农索站附近暂无固定的城市公共交通线路。

### 社会车辆
舍农索站门口设有社会车辆停车场。

## 临近车站
| 舍农索站（Gare de Chenonceaux） |                              |                           |
| 上行车站                        | 线路                         | 下行车站                  |
| 图兰地区希塞站 5.1km ←          | 维耶尔宗－圣皮耶尔代科尔铁路 | 布莱雷-拉克鲁瓦站 → 6.1km |
| - 本表仅显示运营中的线路及车站  |                              |                           |